# Атланта (Техас)
Атланта (англ. Atlanta) — місто (англ. city) в США, в окрузі Кесс штату Техас. Населення — 5433 особи (2020).

## Географія
Атланта розташована за координатами 33°6′48″ пн. ш. 94°10′3″ зх. д. / 33.11333° пн. ш. 94.16750° зх. д. (33.113238, -94.167610).  За даними Бюро перепису населення США в 2010 році місто мало площу 32,77 км², з яких 32,38 км² — суходіл та 0,39 км² — водойми.

## Демографія
Згідно з переписом 2010 року, у місті мешкало 5675 осіб у 2296 домогосподарствах у складі 1508 родин. Густота населення становила 173 особи/км².  Було 2609 помешкань (80/км²).
Расовий склад населення:
| - 65,0 % — білих - 30,2 % — чорних або афроамериканців - 0,6 % — азіатів - 0,4 % — корінних американців - 2,1 % — осіб інших рас |

До двох чи більше рас належало 1,7 %. Частка іспаномовних становила 4,1 % від усіх жителів.
За віковим діапазоном населення розподілялося таким чином: 26,0 % — особи молодші 18 років, 54,9 % — особи у віці 18—64 років, 19,1 % — особи у віці 65 років та старші. Медіана віку мешканця становила 38,7 року. На 100 осіб жіночої статі у місті припадало 87,2 чоловіків;  на 100 жінок у віці від 18 років та старших — 79,8 чоловіків також старших 18 років.
Середній дохід на одне домашнє господарство  становив 50 614 долари США (медіана — 35 657), а середній дохід на одну сім'ю — 64 033 долари (медіана — 55 608). За межею бідності перебувало 21,3 % осіб, у тому числі 29,7 % дітей у віці до 18 років та 10,1 % осіб у віці 65 років та старших.
Цивільне працевлаштоване населення становило 2398 осіб. Основні галузі зайнятості: освіта, охорона здоров'я та соціальна допомога — 30,5 %, виробництво — 17,1 %, роздрібна торгівля — 13,4 %.